# Marine-Denkmal (Swakopmund)
Das Marine-Denkmal ist ein Kriegerdenkmal in Swakopmund in der Region Erongo in Namibia. Dieses ist seit dem 2. Januar 1969 ein Nationales Denkmal Namibias.
Das Denkmal wurde von Albert Moritz Wolff entworfen und am 1. August 1908 enthüllt. Es gedenkt des Marine-Expeditions-Korps der Schutztruppe und deren Beitrag im Rahmen des Aufstands der Herero und Nama 1904.
2015 wurde das Denkmal bei verschiedenen, nicht genehmigten Aktionen, unter anderem durch Farbbeutel beschädigt. Es wurde von Einzelnen die Rücksendung des Denkmals nach Deutschland verlangt, was aber auch von der namibischen Regierung abgelehnt wurde.

## Galerie

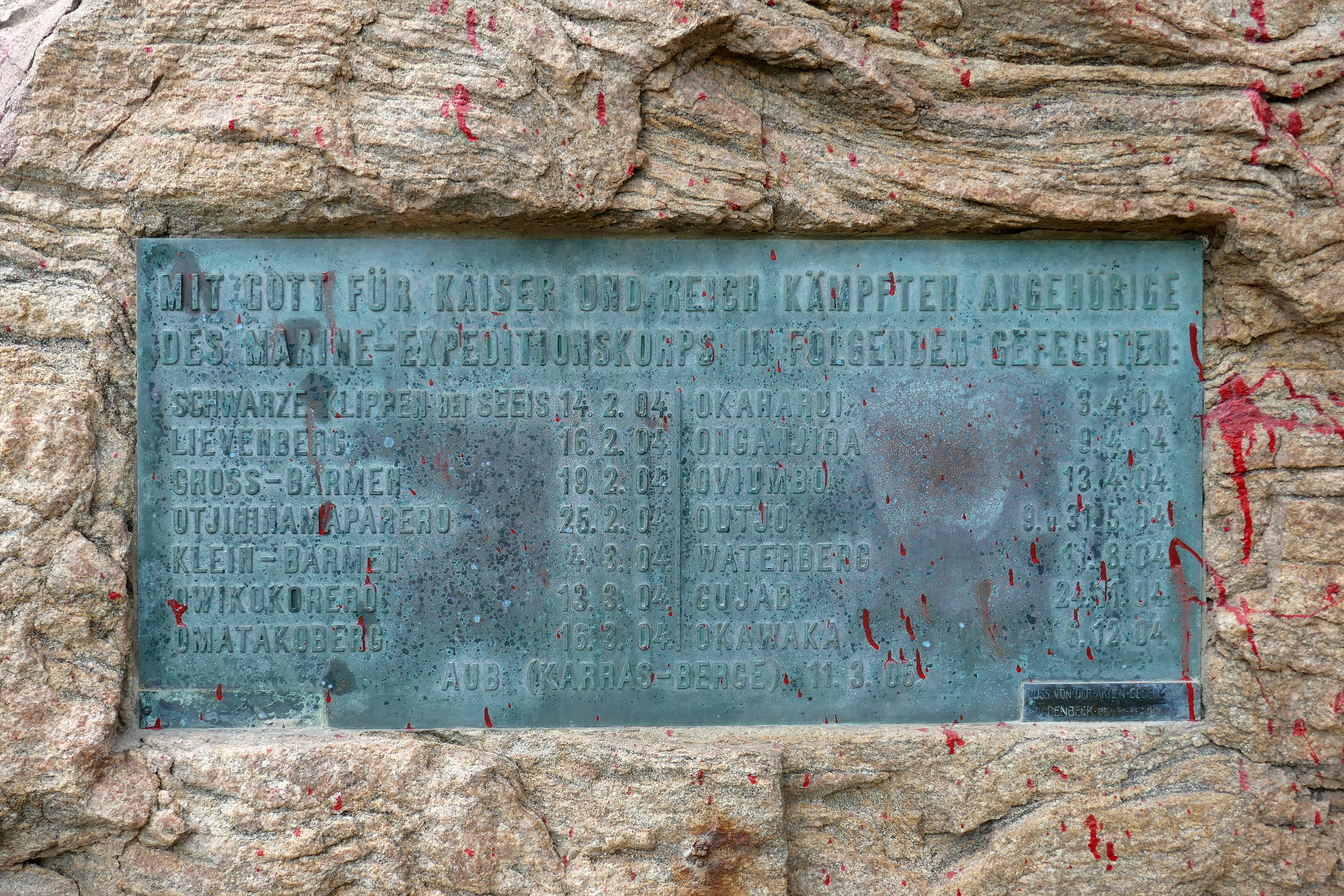
Widmungstafel am Denkmal
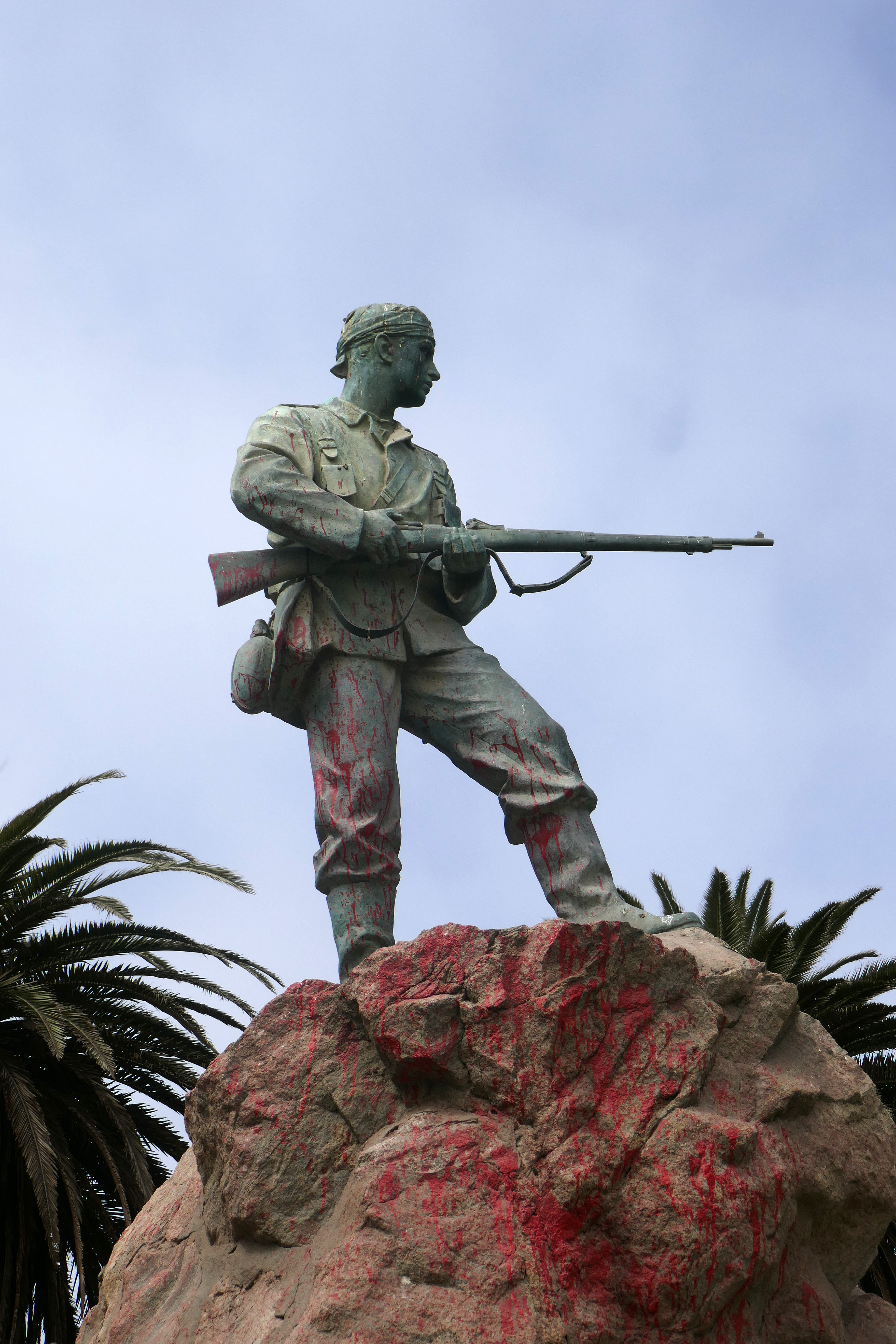
Nahaufnahme des Denkmals
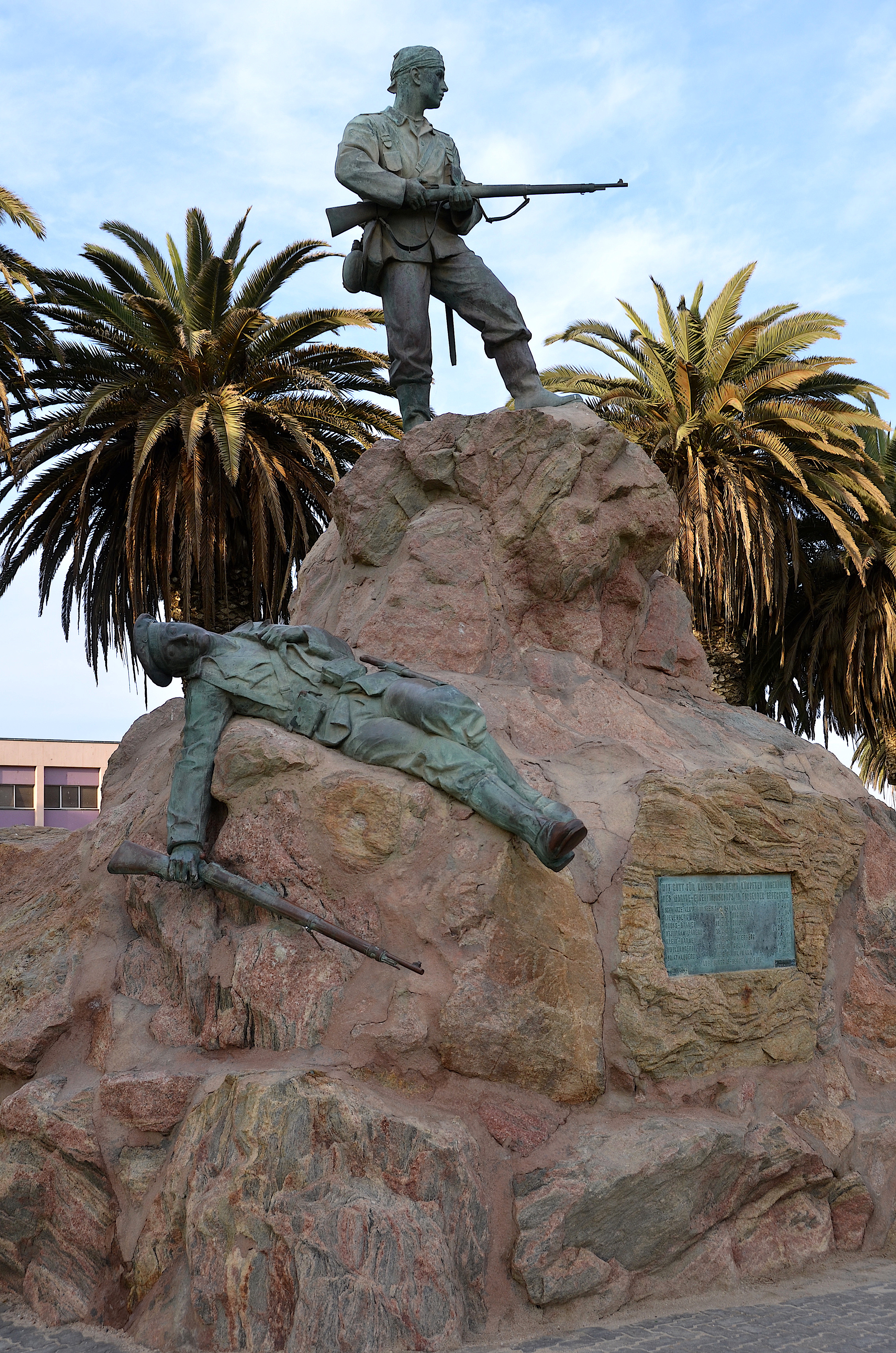
Marine-Denkmal (2014)